# كيث براون (سياسي كندي)
كيث براون هو سياسي كندي، ولد في 7 نوفمبر 1926 في كندا، وتوفي في 7 يوليو 2015 في بيتيربوروغ في كندا. حزبياً، نشط في حزب أونتاريو المحافظ التقدمي. وقد انتخب عضو برلمان مقاطعة أونتاريو.